# 岐阜市立梅林小学校
岐阜市立梅林小学校（ぎふしりつ ばいりんしょうがっこう）は、岐阜県岐阜市にある公立小学校。

## 沿革
2020年現在の梅林小学校校区は、1921年までは徹明尋常小学校と白山尋常小学校の校区であった。
- 1922年（大正11年）4月 - 徹明尋常小学校から分離し、梅林尋常小学校として開校。校舎は旧・徹明尋常小学校校舎[注釈 2]を使用。
- 1924年（大正13年）2月 - 現在地に新築（鉄筋コンクリート造2階建）移転。
- 1941年（昭和16年）4月1日 - 梅林国民学校に改称する。
- 1947年（昭和22年）4月1日 - 岐阜市立梅林小学校に改称する。
- 1948年（昭和23年） - 岐阜市の学校再配置の計画により、梅林小学校と白山小学校のいずれかが廃止という事態となるが、住民運動等により回避される[注釈 3]。
- 1975年（昭和50年） - 新校舎（現・北舎）が完成。
- 1976年（昭和51年） - 特別教室が完成。
- 1978年（昭和53年） -体育館が完成。
- 1979年（昭和54年） - 新校舎（現・南舎）が完成。
- 2002年（平成14年） - 岐阜市立小学校及び中学校の通学区域審議会により、「旧市内における岐阜立小学校及び中学校の通学区域のあり方について」の答申が出され、梅林小学校と白山小学校との統廃合が提言される[1]。

※2019年現在、梅林小学校と白山小学校との統合についての話し合いは調整中の状態である。

## 校区
一番町、庵町、花沢町1～3丁目、梅林西町、梅林南町、梅林、二番町、東栄町1～5丁目、殿町1～6丁目、織田塚町1丁目、若宮町1～3丁目、上加納山、粕森町、岩栄町1丁目、金園町4～10丁目、花月町1丁目、田端町、竜田町1丁目、鶴田町1丁目、鶴見町、鶴舞町1・2丁目、月丘町1～3丁目、月ノ会町1丁目、中道北、雲竜町、永楽町1丁目、寺町、尼ケ崎町1丁目、三番町、金竜町4～6丁目、雪見町1丁目、美殿町、御浪町、美園町3・4丁目、南殿町1～3丁目、塩町1丁目、旭見ケ池町、瑞雲町1～3丁目。

## 交通アクセス
- 岐阜バス

岐阜美濃線、岐阜関線、岐阜日野線、尾崎団地線、岐阜聖徳学園大線、大洞団地線、岐阜各務原線などで、行先表示の番号がB+2桁の数字の便、「梅林公園前」バス停より徒歩約3分。
- 名鉄各務原線田神駅より徒歩10分。

## 著名な出身者
- 辻空（プロ野球選手）[3]
- 高橋純平